# Рамерберг
Рамерберг (њем. Ramerberg) општина је у њемачкој савезној држави Баварска. Једно је од 46 општинских средишта округа Розенхајм. Према процјени из 2010. у општини је живјело 1.368 становника. Посједује регионалну шифру (AGS) 9187164.

## Географски и демографски подаци
Рамерберг се налази у савезној држави Баварска у округу Розенхајм. Општина се налази на надморској висини од 480 метара. Површина општине износи 8,1 km². У самом мјесту је, према процјени из 2010. године, живјело 1.368 становника. Просјечна густина становништва износи 169 становника/km².